# Benzinski motor
Godine 1876. njemački izumitelj Nicolaus August Otto je ostvario proces u motorima s unutarnjim izgaranjem kojeg danas nazivamo Otto proces. Otto proces je odredio današnje procese u benzinskim motorima. Kod ovog procesa je značajno da se goriva smjesa tada stvarala izvan cilindra (rasplinjač), pri temperaturama koje su slične temperaturi okoline. Pri tome se za proces upotrebljavaju plinovita ili lako hlapljiva goriva, danas najčešće benzin. Danas je moguće i stvaranje smjese u cilindru. Goriva smjesa se ubacuje u cilindar pri atmosferskom tlaku (ili blizu atmosferskog tlaka), komprimira se u njemu i zatim pali. Kako je u cilindru smjesa goriva i zraka, omjer kompresije ne smije biti preveliki da se ne bi dogodilo samozapaljenje smjese. Samozapaljenje kod Otto procesa se mora izbjeći, a paljenje se vrši pomoću iskre koju baca svjećica u točno određenom trenutku. Omjer kompresije stoga ne smije biti velik, nego je on razmjerno nizak i kreće se od 6:1 do 10:1, u posebnim slučajevima danas do 15:1 (kod posebnih izvedbi na plin). 

## Teoretski Otto proces
Na dijagramu je prikazan idealni p -V dijagram Otto procesa. U točki 1 na dijagramu (klip u DMT) smjesa goriva i zraka se ubacuje u cilindar i tada počinje kompresija, gibanje klipa prema GMT. Smjesa se komprimira, raste joj tlak i temperatura, a smanjuje se obujam.
Ovaj proces traje sve do GMT i točke 2 kada svjećica baca iskru i pali smjesu. Smjesa trenutno izgara povećavajući tlak i temperaturu u cilindru, pri konstantnom obujmu, sve do točke 3 kada je završilo izgaranje i kada klip započinje svoje gibanje ka DMT u procesu ekspanzije. Ekspanzija traje do točke 4 kada klip stiže u DMT. Tada nastupa ispuh, tlak i temperatura u cilindru padaju sve do točke 1. U točki 1 započinje izmjena medija koja traje od 1 preko 1' te natrag do 1, kada počinje novi ciklus. 
Tijekom teoretskog procesa izgaranje i izmjena medija se dešava trenutačno u mrtvim točkama, a kompletan proces je zamišljen bez izmjene topline s okolinom, tj. adijabatski.

### Kratki opis dijagrama
1 - Početak kompresije obujam jednak obujmu cilindra)
1-2 - Adijabatska kompresija
2 - Paljenje smjese svjećicom
2-3 - Izgaranje po izohori (obujam jednak obujmu kompresije)
3 - Kraj izgaranja, početak ekspanzije
3-4 - Adijabatska ekspanzija
4 - Kraj ekspanzije, početak ispuha
4-1 - Izohorni ispuh
1-1'-1- Izmjena medija u cilindru

### Taktovi Otto ciklusa
1-2  -kompresija
3-4  -izgaranje i ekspanzija
4-1' -ispuh
1'-1 -usis

## Termodinamika teoretskog Otto procesa
Najprije ćemo odrediti omjer kompresije procesa, {\displaystyle \epsilon }, koji je omjer obujma cilindra u mrtvim točkama:
{\displaystyle \epsilon ={\frac {V_{1}}{V_{2}}}}
Zatim ćemo odrediti dovedenu i odvedenu toplinu u mrtvim točkama, pri izohori:
{\displaystyle Q_{dov}=m\times c_{v}\times (T_{3}-T_{2})}
{\displaystyle Q_{odv}=m\times c_{v}\times (T_{4}-T_{1})}
Rad je jednak:
{\displaystyle W=Q_{dov}-Q_{odv}=m\times c_{v}\times (T_{3}-T_{2})-m\times c_{v}\times (T_{4}-T_{1})}
Stupanj djelovanja je:
{\displaystyle \eta =1-{\frac {1}{\epsilon ^{k-1}}}}
gdje je:
{\displaystyle k={\frac {c_{p}}{c_{v}}}}